# Гранди, Феликс
Феликс Гранди (англ. Felix Grundy; 11 сентября 1777[…], Беркли — 19 декабря 1840, Нашвилл) — сенатор США от штата Теннесси, 13-й генеральный прокурор США.

## Биография

### Ранняя жизнь
Феликс Гранди родился 11 сентября 1777 года в округе Беркли, штат Вирджиния (ныне округ Беркли, штат Западная Вирджиния). Впоследствии он и его семья переехала в Браунсвилл, штат Пенсильвания, а затем в Кентукки. Он получил образование дома, а также в Академии Бардстауна. Затем он заинтересовался правом и был принят в коллегию адвокатов Кентукки и начал практику в Спрингфилде, штат Кентукки в 1799 году.

### Карьера
В 1799 году он был выбран представителем округа Вашингтон на съезде, который разработал вторую конституцию Кентукки. С 1800 по 1802 год он представлял округ Вашингтон в Палате представителей Кентукки. Затем он переехал в графство Нельсон, которое он также представлял Палате представителей Кентукки с 1804 по 1806. 10 декабря 1806 года он был назначен помощником судьи Апелляционного суда Кентукки. Он был возведён в должность главного судьи суда 11 апреля 1807 года. Позже в том же году он ушёл в отставку и переехал в Нэшвилл, штат Теннесси, где снова занялся юридической практикой. Решение Гранди было частично принято из-за его противодействия восходящему политику Кентукки (позже основателю Партии вигов) Генри Клею, чьи интересы столкнулись с интересами Гранди.
Он стал членом Палаты представителей Теннесси с 1819 по 1825 год, а в 1820 году был уполномоченным по урегулированию границы (государственной линии) между штатами Теннесси и Кентукки. Он был избран в 1829 году в Сенат США для заполнения вакансии в срок, вызванный отставкой Джона Х. Итона, который присоединился к кабинету министров президента Эндрю Джексоном. Впоследствии Феликс Гранди был переизбран в 1832 г. и вплоть до 1838 года, когда он ушёл в отставку, чтобы занять должность в кабинете министров. В то время в сенате США он занимал пост председателя комитета Сената США по почтовым отделениям и почтовым дорогам(в период с 21 по 24 созывы Конгресса), а также был председателем комитета Сената США по судебной практике (в период с 24 по 25 созывы Конгресса).
Он вошёл в состав кабинета министров, когда был назначен генеральным прокурором Соединённых Штатов президентом Мартином Ван Бюреном в июле 1838 года. Он ушёл в отставку в декабре 1839 года, будучи избранным в Сенат США от демократической партии 19 ноября 1839 года, чтобы заполнить вакансию возникшей 4 марта 1839 года, вызванная отставкой Эфраима Фостера. Во время его избрания в США был в сенате США поднят вопрос о его праве на избрание сенатором, в связи с занятием должности генерального прокурора США. В связи с этим он подал в отставку 14 декабря 1839 г. и был переизбран в Сенат США в тот же день, исполняя обязанности с 14 декабря 1839 года до его смерти в городе Нэшвилле чуть больше года спустя. Во время пребывания в Сенате США он занимал пост председателя Комитета Сената США по революционным претензиям.

### Смерть
Его могилу можно найти на городском кладбище Нэшвилла в Нэшвилле, штат Теннесси. После его смерти четыре американских округа были названы в его честь. Четыре округа расположены в штатах Иллинойс, Айова, Миссури и Теннесси .